# Abdulla Gazimagomedovič Daganov
Abdulla Gazimagomedovič Daganov (rusky Абдулла Газимагомедович Даганов; 23. listopadu 1940 Gočob – 28. ledna 2012 Machačkala) byl dagestánský básník, spisovatel a novinář.
Studoval na pedagogické škole a poté na fakultě žurnalistiky Moskevské státní univerzity a ve vyšších literárních kurzech Literárního ústavu Maxima Gorkého v Moskvě. Působil jako učitel a redaktor.
V roce 1967 byla v Dagestánském knižním nakladatelství vydána jeho první sbírka poezie v rodném jazyce – avarštině – Vyrostl jsem v horách. V následujících letech byly vydávány jeho sbírky Рассвет, Пора цветения роз, Голубая долина a román Рыжие камни.
V roce 1974 vydalo v Moskvě nakladatelství Sovětský spisovatel sbírku básní v ruštině Огни на вершинах.
Přeložil do avarštiny básně Alexandra Sergejeviče Puškina, Michaila Jurjeviče Lermontova, Sergeje Alexandroviče Jesenina, Vladimira Vladimiroviče Majakovského, Gevorga Emina a dalších sovětských básníků.
V roce 1997 byl jmenován národním básníkem republiky Dagestán.